# Buhay
A buhay a Fülöp-szigetek tagalog irodalomtörténetében használatos kifejezés, a Lizon-szigeti corrido és a Visayas-szigeti awit rímes, metrikus műformák összefoglaló neve. Használata a 20. század közepéig volt a legelterjedtebb, ma már – a két műfaj egyre alaposabb feldolgozottsága miatt – ritkábban használatos.